# だいなあいらん
だいな♥あいらん は、ゲームアーツ制作によるセガサターン用ゲームソフト。
メガCDの「ゆみみみっくす」、「うる星やつら 〜ディア マイ フレンズ〜」に続く、ゲームアーツによるインタラクティブコミック第3弾である（竹本泉原作だと第2弾）。
セガサターンでは先行で「予告編」が発売本数2万本限定で1996年12月27日に2191円で発売された。その後CSK総合研究所より、Windows 95用の移植版が発売された。Windows 95版「予告編」は『ゆみみみっくす』とのコラボとなり、「ゆみみみっくす + だいな♥あいらん予告編」として1枚のCDに収録されて発売された。無論「本編」は「本編」で別途Windows 95版が発売された。

## 概要
主人公、伊東えみり・あんじぇの双子姉妹が体験するドタバタ冒険を題材としたアドベンチャーゲームである。タイトルはDINOSAUR ISLAND（恐竜島）に由来する。
全編でアニメーションがふんだんに使われているほか、ヒロインのえみり・あんじぇ（大谷育江、松下美由紀）による可愛らしい歌が多数盛り込まれている。
本編中に、選択肢が現れプレイヤーがストーリーの分岐を選ぶことができる。選択によってその後のストーリー展開が変わっていき、エンディングにも影響する。
物語はマルチエンディングになっており、クリアした回数によって変化する選択肢などもある。
いわゆるカメオ出演として、『あおいちゃんパニック!』の早川あおいや、前作『ゆみみみっくす』の吉沢弓美、桜崎桜子、松崎真一、森下りえ、部長も物語の展開しだいで登場する。

## ストーリー
物語の舞台は恐竜と人類が共存している地球。恐竜を音楽で操れることがわかっており、恐竜は輸送機関や工事機械として使役されている。
そんな中、ある南の島にある、音楽を奏でて恐竜を操る専門家「恐竜使い」を育成する学校が物語の舞台になる。
一人前の恐竜使いを目指す伊東えみりは、学校の進級試験を控えたある日歌を歌う恐竜に出会う。
おりしも、進級試験の課題は、恐竜の卵を見つけること。
えみりとあんじぇは、歌う恐竜の卵を手に入れるために探索に出かけるが、学校の外には奇想天外な出来事がいっぱいで、恐竜の卵を手に入れるまでにドタバタ劇を繰り広げる。

## 登場人物
伊東 えみり
声 - 大谷育江
主人公。一人前の恐竜使いを目指す14歳の少女。
性格はのんびり屋で少々優柔不断な一方、あがり症な所もあるが、明るく元気で立ち直りが早い。歌を口ずさむ事が好き。
水島にほのかな思いを寄せているらしい。
伊東 あんじぇ
声 - 松下美由紀
えみりの双子の妹。思った事は即行動に移すタイプ。性格は勝ち気で自信過剰だが、その心根は優しい。
本人はえみりより美人だと主張しているが、身長や体重、体型までえみりと同じ。しかも目つきが悪い時の方が多い。
水島 理論
声 - 石田彰
えみりの同級生。本当は成績優秀で優しい好男子だが、超能天気でいつも笑顔の変わり者。あんじぇによれば「ニコ目のアハハ男」との事。
自分の名前のことを自己紹介では「一般相対性理論の“理”に特殊相対性理論の“論”」と説明している。
堤 ぱりん
声 - 矢島晶子
伊東姉妹や水島の先輩。年齢の割にナイスバディ。風呂好き。
麦太郎
声 - 鳥海勝美
伊東姉妹や水島の先輩。長髪で眼鏡をかけている。それ以外は正体不明の謎の人物。
女生徒Ａ
声 - 水沢潤
一言しかセリフがないキャラだが、EDのキャストに入っている。

## スタッフ
- 原作・設定・キャラクターデザイン - 竹本泉
- シナリオ - 月島とほる
- プロデュース - 上坂哲、内田敏幸
- アニメキャラクター設定・総作画監督 - 番場進
- 演出 - 西村純二（+絵コンテ）、白旗伸郎、石井一豊
- 音響監督 - 上条有
- 制作 - 上村眞理子

## 主題歌
オープニングテーマ
「だいな♥あいらん」
作詞 - 竹本泉 / 作曲 - 大熊護一  / 編曲 - 大熊護一 / 歌 - えみり（大谷育江）＆あんじぇ（松下美由紀)
エンディングテーマ
「おおきい　おおきい」
作詞 - 竹本泉 / 作曲 - 大熊護一  / 編曲 - 大熊護一 / 歌 - えみり（大谷育江）＆あんじぇ（松下美由紀)

### 挿入歌
「オ・ハ・ヨ・ウ!」
作詞 - 月島とほる / 作曲 - 大熊護一  / 編曲 - 大熊護一 / 歌 - えみり（大谷育江）＆あんじぇ（松下美由紀)
「歌う恐竜とデュエット」
作詞 - 月島とほる / 作曲 - 大熊護一  / 編曲 - 大熊護一 / 歌 - えみり（大谷育江）＆歌う恐竜
「だいな DE ロック」
作詞 - 月島とほる / 作曲 - 大熊護一  / 編曲 - 大熊護一 / 歌 - あんじぇ（松下美由紀)
「ゾンビでダンス」
作詞 - 月島とほる / 作曲 - 大熊護一  / 編曲 - 大熊護一 / 歌 - えみり（大谷育江）
「無敵のヒロイン」
作詞 - 月島とほる / 作曲 - 大熊護一  / 編曲 - 大熊護一 / 歌 - えみり（大谷育江）＆あんじぇ（松下美由紀)
「えみりの子守唄」
作詞 - 月島とほる / 作曲 - 大熊護一  / 編曲 - 大熊護一 / 歌 - えみり（大谷育江）

## その他
- スタッフロールの後には最初のエンディング、2回目以降、全部見たとき以降、30回プレイ、100回プレイで変化する。
- 予告編と本編それぞれに、竹本泉描き下ろしの漫画が載っている。
- サターン版では、予告編と本編に応募券が付いており、両方をアンケートハガキに貼って応募すると全員に「だいな♥ウォッチ」が貰えた。また、本編の片方のみでは抽選で3000名に「あいらん♥バンダナ」が貰えた。

## リンク
- だいなあいらん
- だいなあいらん（予告編）